# Prumnopitys
Prumnopitys é um género de conífera pertencente à família Podocarpaceae.

## Espécies
- Prumnopitys andina
- Prumnopitys exigua
- Prumnopitys ferruginea
- Prumnopitys ferruginoides
- Prumnopitys harmsiana
- Prumnopitys ladei
- Prumnopitys montana
- Prumnopitys standleyi
- Prumnopitys taxifolia